# Jemima Sumgongová
Jemima Sumgongová (* 21. prosince 1984) je keňská běžkyně na dlouhé tratě, olympijská vítězka v maratonu z roku 2016.

## Sportovní kariéra
Na světovém šampionátu v Pekingu v roce 2015 doběhla v maratonu čtvrtá. O rok později se v Rio de Janeiru stala olympijskou vítězkou v této disciplíně. V dubnu 2017 oznámila Mezinárodní asociace atletických federací, že Sumgongová měla při mimosoutěžní kontrole pozitivní test na EPO.

## Osobní rekordy
- Půlmaraton - 1.06:58 (2016)
- Maraton - 2.20:41 (2014)